# Комуністична партія Індії
Комуністична партія Індії (гінді भारतीय कम्युनिस्ट पार्टी) — політична партія створена 26 грудня 1925 року в результаті об'єднання комуністичних груп, що існували в окремих провінціях Індії.
Відповідно до статуту КПІ будується за принципом демократичного централізму. Найвищий орган КПІ — з'їзд, між з'їздами — Національна рада. Поточну роботу виконують Центральний Виконавський комітет і Секретаріат. Центральний орган — газета «Нью Ейдж» («New Age»).

## Історія
З 1933 року партія входила до Комінтерну. До 1942 року фактично знаходилася в підпіллі. КПІ видавала в Бомбеї, Бенгалії, Пенджабі і Мадрасі тижневики і газети на місцевих мовах («Маздур Кисан», «Кранті» і інші), пропагувала ідеї марксизму в Індії, організовувала робочий, профспілковий і селянський рух.
Після легалізації в 1942 році КПІ налічувала 5 тисяч членів. У 1943 році в ній було вже 16 тисяч членів. У 1973 році — 250 тисяч членів.
Після отримання Індією незалежності КПІ в 1951 році на всеіндійській конференції прийняла першу програму партії. У 1951 році генеральним секретарем КПІ був вибраний А. Гхош. На перших загальних виборах 1951—1952 КПІ добилася значних успіхів. З 107 мільйонів тих, хто брав участь в голосуванні за комуністів проголосувало понад 6 мільйонів чоловік. Комуністи отримали 27 місць в нижній палаті парламенту і понад 180 місць в законодавчих зборах штатів.
В 1964 році, в результаті втручання компартії Китаю, в партії стався розкол. Утворилася паралельна комуністична партія Індії, куди ввійшли лівоопортуністичні групи, які сприйняли догматичні положення маоїзму.
На загальних виборах 1971 поку КПІ зібрала близько 5 мільйонів голосів і провела в нижню палату парламенту Індії 19 депутатів.
Делегації КПІ брали участь в міжнародних Нарадах комуністичних і робочих партій (1957, 1960, 1969, Москва). КПІ схвалила прийняті цими нарадами документи.

## З'їзди
- 1-й з'їзд — травень 1943, Бомбей;
- 2-й з'їзд — лютий-березень 1948, Калькутта;
- 3-й з'їзд — 27 грудня 1953—4 січня 1954, Мадурай;
- 4-й з'їзд — 19—29 квітня 1956, Палгхат;
- 5-й з'їзд — квітень 1958, Амрітсар;
- 6-й з'їзд — квітень 1961, Віджаявада;
- 7-й з'їзд — 13—23 грудня 1964, Бомбей;
- 8-й з'їзд — лютий 1968, Патна;
- 9-й з'їзд — жовтень 1971, Кочин.